# Bertil Rodhe
Olof Bertil Rodhe, född 7 november 1918 i Stockholm, död 3 december 1999 i Norrköping, var en svensk meteorolog. Han var son till Olof Rodhe.
Efter studentexamen i Lund 1937 blev Rodhe filosofie magister i Uppsala 1942, filosofie licentiat 1954, filosofie doktor 1962 och docent vid Uppsala universitet 1968. Han blev föreståndare för flygvädertjänsten vid Torslanda flygfält 1945, istjänsten för sjöfart vid SMHI från 1950, byrådirektör dess klimatbyrå 1961 och avdelningsdirektör där 1968. Han var ledamot av Statens isbrytarnämnd 1952–1960, representant för Sverige i Meteorologiska världsorganisationens (WMO) kommission för maritim meteorologi 1954 och skattmästare i Svenska geofysiska föreningen 1955. Bertil Rodhe är gravsatt i minneslunden på Matteus begravningsplats i Norrköping.